# Андерхилл (Висконсин)
Андерхилл (англ. Underhill) — город в округе Оконто, в штате Висконсин, США, с населением 846 человек по данным переписи населения 2000 года. В нём также расположена невключенная община Андерхилл.

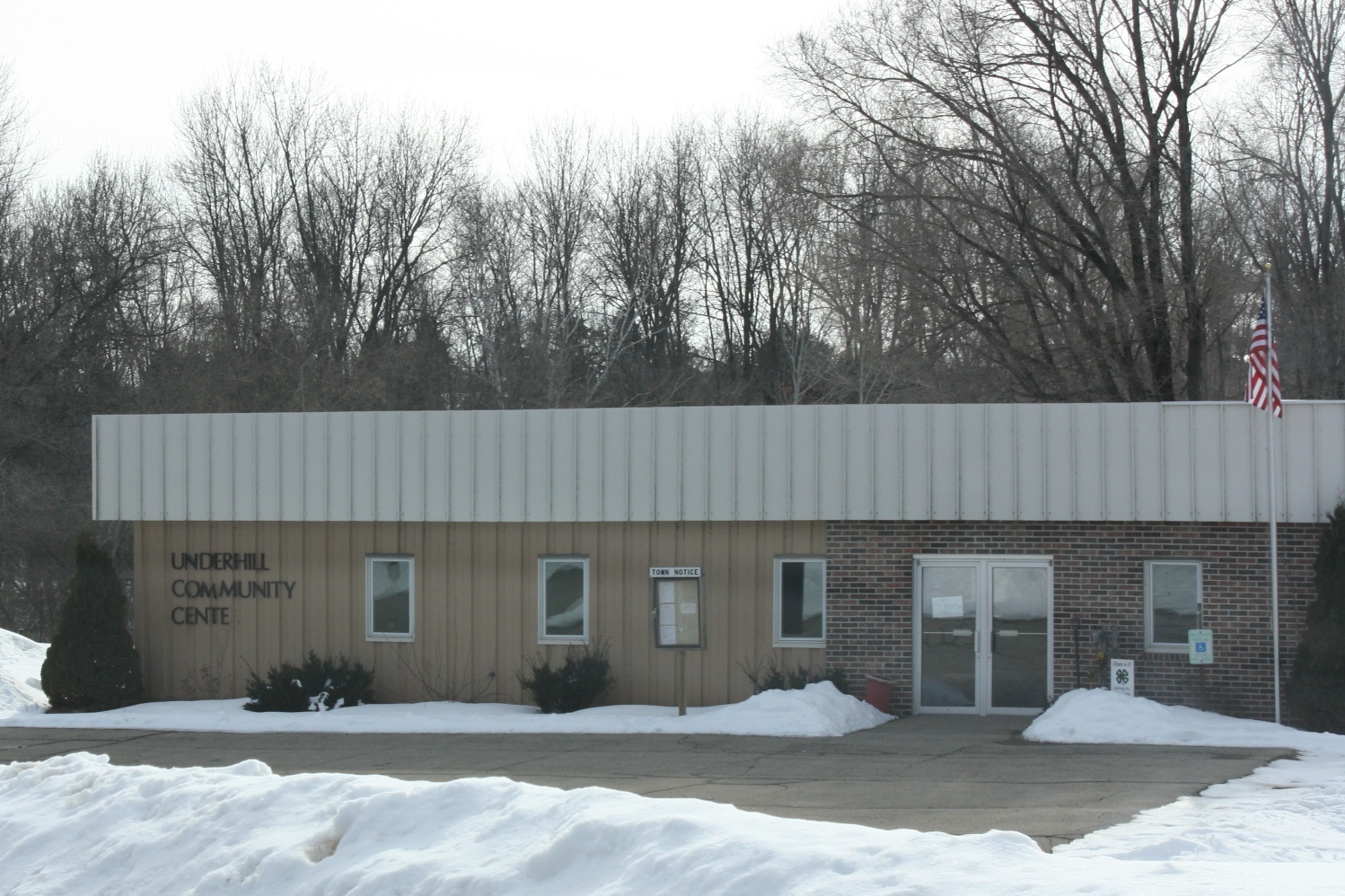
Общественный центр

## История
Город был назван в честь Уильяма Андерхилла, поселенца из Вермонта.

## География
Согласно Бюро переписи Соединенных Штатов, общая площадь города 35,6 квадратных миль (92,2 км²), из которых, 35,1 квадратных мили (90,8 км²) этого являются землей, и 1,52 % занято водой.

## Демография
По данным переписи населения 2000 года в Андерхилл проживало 846 человек, насчитывалось 329 домашних хозяйств и 235 семей, проживающих в городе. Средняя плотность населения составляла около 24,1 человека на квадратную милю (9,3/км ²). Расовый состав Андерхилл по данным переписи распределился следующим образом: 93,50 % белых, 3,43 % — коренных американцев, 0,35 % — азиатов, 2,72 % — представителей смешанных рас. Испаноговорящие составили 0,12 % от всех жителей города.
Из 329 семей в 30,1 % — воспитывали детей в возрасте до 18 лет, 62,6 % представляли собой совместно проживающие супружеские пары, в 5,8 % семей женщины проживали без мужей, 28,3 % не имели семей. 22,5 % от общего числа семей на момент переписи жили самостоятельно, при этом 7,6 % составили одинокие пожилые люди в возрасте 65 лет и старше. Средний размер домашнего хозяйства составил 2,57 человек, а средний размер семьи — 3,03 человек.
Население города по возрастному диапазону по данным переписи 2000 года распределилось следующим образом: 25,5 % — жители младше 18 лет, 7,0 % — между 18 и 24 годами, 28,4 % — от 25 до 44 лет, 23,8 % — от 45 до 64 лет и 15,4 % — в возрасте 65 лет и старше. Средний возраст жителей составил 39 лет. На каждые 100 женщин в Андерхилл приходилось 109,9 мужчин, при этом на каждые сто женщин 18 лет и старше приходилось 108,6 мужчин также старше 18 лет.
Средний доход на одно домашнее хозяйство в городе составил 31,905 доллар США, а средний доход на одну семью — 39,844 доллара. При этом мужчины имели средний доход в 31,250 доллар США в год против 20,521 долларов среднегодового дохода у женщин. Доход на душу населения в городе составил 16,503 долларов в год. 6,2 % от всего числа семей в округе и 10,8 % от всей численности населения находилось на момент переписи населения за чертой бедности, при этом 13,8 % из них были моложе 18 лет и 4,4 % — в возрасте 65 лет и старше.